# James Okwuosa
James Okwuosa (Lagos, 14 settembre 1990) è un calciatore nigeriano, difensore del Kuching City.

## Carriera

### Club
Ha giocato nella massima serie dei campionati nigeriano e sudafricano.

### Nazionale
Ha esordito in nazionale nel 2013.